# Poecilopsis miniata
Poecilopsis miniata là một loài bướm đêm trong họ Geometridae.